# Big Thicket National Preserve
Das Big Thicket National Preserve ist ein National Preserve im Südosten des US-Bundesstaates Texas, nahe der Stadt Beaumont. Das Schutzgebiet liegt in der flachen Golfküstenebene. Während der Kreide war das Gebiet vom Western Interior Seaway bedeckt.

## Geschichte
Es wurde am 11. Oktober 1974 zusammen mit dem Big Cypress National Preserve als eines der ersten in den USA gegründet und ist auch seit 1981 UNESCO-Biosphärenreservat. 1993 wurde das Schutzgebiet erweitert und seit dem 26. Juli 2001 ist es eine Globally Important Bird Area. Eine weitere Erweiterung fand 2009 statt.

## Flora & Fauna
Das Schutzgebiet weist eine sehr hohe Biodiversität auf. Obwohl es mehr als 100 verschiedene Baum- und Straucharten gibt, werden die Wälder von der Sumpf-Kiefer dominiert. Weiterhin gibt es mehr als 1000 Blumen- und Farnarten, darunter auch Orchideen und Fleischfressende Pflanzen.
Es gibt weiterhin neben 300 verschiedenen Vogelarten auch diverse Reptilienarten, wie z. B. Giftschlangen und Alligatoren.